# Трунов, Дмитрий Михайлович
Трунов Дмитрий Михайлович — Российский оперный певец (тенор)

## Биография
Родился 14 февраля 1986 года в г. Москва.
В детстве закончил Ставровскую детскую музыкальную школу по классу баяна. Так же дополнительно занимался академическим вокалом.
2003—2005 — учился в Академическом музыкальном училище при МГК им. Чайковского на вокальном отделении. Класс профессора Скусниченко Петра Ильича
2005—2010 — учился в Московской Государственной Консерватории им. П. И. Чайковского по специальности «сольное пение» (проф. Скусниченко, Пётр Ильич)
2009 — солист-стажёр театра имени Станиславского и Немировича-Данченко, где исполнил в этом же году роль Ленского, из оперы «Евгений Онегин» П. И. Чайковского
2009 — солист оперной студии Deutsche Oper Am Rhein
2011—2014 — аспирант Московской Государственной Консерватории им. П. И. Чайковского. Будучи аспирантом, выступал на профессиональной сцене в странах Европы и в США. Отмечается хороший стиль его вокала, «приятный тембр, хорошее дыхание, владение кантиленой и колоратурой, запредельные верхи».
2012 - солист театра "Новая Опера"
Приглашённый солист театров: Teatro La Fenice (Italia)
Opéra de Rennes (France)
Theater St. Gallen (Swiss)
Opéra de Québec (Canada)
Sachsische Staatsoper Dresden (Germany)
Deutsche Oper Am Rhein, Dusseldorf (Germany)
Staatsoper Stuttgart (Germany)
National Centre For The Performing Arts (China)
Gran Theatre Del Liceu (Spain)
Théâtre des Champs-Élysées (France)
Театр Оперы и Балета Екатеринбурга
Татарский Академический Театр Оперы и Балета им. Джалиля
Самарский театр Оперы и Балета

## Достижения
Номинант премии «Золотая Маска» в номинации за лучшую мужскую роль в опере (Спектакль «Граф Ори» Екатеринбургского театра оперы и балета, 2013);. Говоря об «эстетически цельной и интеллектуально изысканной» постановке  спектакля «Граф Ори» на фестивале «Золотая Маска», отмечают, что номинированный на премию «Золотая Маска» Дмитрий Трунов «явно снискал к себе подлинно профессиональное уважение». Как пишет Пётр Поспелов :
Трунов – настоящий белькантовый тенор, уже делающий международную карьеру. Он берет верха иногда грудным голосом, иногда же наполненным фальцетом – как, вероятно, и пели во времена Россини. При этом ему удается быть Дон Жуаном, Фальстафом, пророком-отшельником и странствующей монахиней в одном лице.
Гран-При фестиваля «Фестос» в номинации академический вокал (2008, Москва)
Международный конкурс Романса «Романсиада» I место (2008, Москва)
XVL Международный конкурс оперных певцов имени Франческо Виньяса, Диплом за лучшее исполнение лирического репертуара тенора (2007, Барселона)
XXIV Международный конкурс вокалистов имени М. И. Глинки , Диплом за лучшее исполнение романсов Глинки (2011, Москва)

## Репертуар
В репертуаре певца партия графа Альмавива в опере Севильский цирюльник. В 2013 году он был приглашён для участия в постановке этого спектакля на сцене Самарского театра. Как объяснял главный дирижёр театра Александр Анисимов, учитывая сложность оперы, они приглашали «солистов из других городов и стран, для которых спектакль давно стал своим. Например, на исполнителя партии графа Альмавивы заявлен русский тенор Дмитрий Трунов, работающий в театрах Италии, Австрии и Германии».Отмечается, что
Главная проблема любого «Цирюльника» – Альмавива – была решена: лирическое наполнение и тембр голоса Дмитрия Трунова полностью соответствуют моему представлению о россиниевском пении и характере партии графа. И интонационно опевания нот у него получались как надо. Да, собственно, певец уже давно своей карьерой это доказал. Чего еще желать?
Граф Ори — «Граф Ори» Дж. Россини
Дон Рамиро — «Золушка» Дж. Россини
Линдоро — «Итальянка в Алжире» Дж. Россини
Леопольд — «Иудейка» Галеви
Тонио — «Дочь полка» Г. Доницетти
Неморино — «Любовный напиток» Г. Доницетти
Рудольф — «Богема» Дж. Пуччини
Герцог — «Риголетто» Дж. Верди
Ленский — «Евгений Онегин» П. И. Чайковский
Звездочёт - "Золотой Петушок"  Н. А. Римский-Корсаков